# زابو بریتمن
زابو بریتمن (ایزابل بریتمن) (فرانسوی: Zabou Breitman‎؛ زادهٔ ۳۰ اکتبر ۱۹۵۹) که با نام زابو نیز شناخته می‌شود، هنرپیشه و کارگردان اهل فرانسه با اصالت یهودی است. والدین این هنرمند نیز بازیگر بوده‌اند. زابو بریتمن اولین فیلمش را در چهار سالگی بازی کرده‌است. وی از سال ۱۹۶۴ میلادی تاکنون مشغول فعالیت بوده‌است. از فیلم‌هایی که وی در آنها نقش داشته‌است می‌توان به ۲۴ روز و مهمانی ۲ اشاره کرد.

## جوایز
- برنده جایزه سزار نخستین اثر یک کارگردان برای فیلم «خاطرات زیبا» - سال ۲۰۰۱

## زندگی شخصی
همسر زابو یک پیکرتراش است و آنها دو فرزند به نام‌های «آنا» و «آنتونین» دارند.